# CPI do Detran
A CPI do Detran é uma comissão parlamentar de inquérito (CPI) criada no Rio Grande do Sul para investigar o escândalo da fraude no Detran-RS, revelada pela Operação Rodin da Polícia Federal, em 2007.